# YG (Rapper)

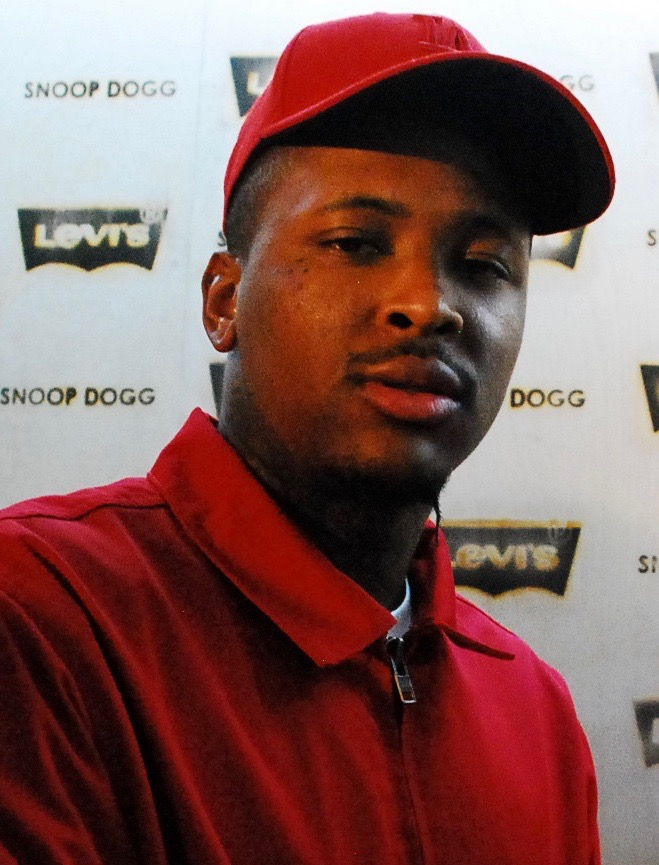
YG (2015)

YG, auch Y. G. (Abkürzung für Young Gangsta) (* 9. März 1990 in Compton, Kalifornien, bürgerlich Keenon Daequan Ray Jackson) ist ein US-amerikanischer Rapper.

## Karriere
Keenon Jackson stellte seine ersten selbst produzierten Songs wie She’s a Model und Aim Me im Internet ein und dort wurden sie vom Label Def Jam entdeckt, das ihn 2009 unter Vertrag nahm. Zuerst nahm er eine Reihe von Mixtapes auf und arbeitete mit anderen Musikern zusammen, was ihm bereits erste Platzierungen in den US-Charts brachte. 2013 ging er dann mit Young Jeezy ins Studio, um sein Debütalbum zu produzieren. Ende 2013 hatte er mit der Vorabsingle My Nigga / My Hitta einen Hit, der bis in die Top 20 der US-Charts kam und 5× Platin-Status erreichte. Außerdem konnte es sich auch in Australien und Großbritannien platzieren.
Im April 2016 sorgte er mit der Single FDT (Fuck Donald Trump) für Aufsehen. Darin kritisiert er gemeinsam mit Nipsey Hussle den republikanischen Präsidentschaftskandidaten und späteren US-Präsidenten Donald Trump heftig. Der kontroverse Text hatte Ermittlungen des Secret Service zur Folge und führte schließlich zu einer teilweisen Zensur des Albums Still Brazy.

## Privates
Im Juni 2015 wurde Jackson vor seinem Aufnahmestudio in Los Angeles von Unbekannten niedergeschossen. Dabei trafen ihn drei Kugeln in die Hüfte. Bei späteren Befragungen des LAPD verweigerte er jegliche Aussage. Auf dem Lied Who Shot Me?, welches auf dem Album Still Brazy zu hören ist, verarbeitet YG diesen Vorfall. Außerdem ist YG Gründer und CEO von "4hunnid", einem Online Kleidungs-Shop sowie Recordlabel.

## Diskografie

### Alben
| Jahr | Titel             | Höchstplatzierung, Gesamtwochen, AuszeichnungChartplatzierungen (Jahr, Titel, Platzierungen, Wochen, Auszeichnungen, Anmerkungen) | Höchstplatzierung, Gesamtwochen, AuszeichnungChartplatzierungen (Jahr, Titel, Platzierungen, Wochen, Auszeichnungen, Anmerkungen) | Höchstplatzierung, Gesamtwochen, AuszeichnungChartplatzierungen (Jahr, Titel, Platzierungen, Wochen, Auszeichnungen, Anmerkungen) | Höchstplatzierung, Gesamtwochen, AuszeichnungChartplatzierungen (Jahr, Titel, Platzierungen, Wochen, Auszeichnungen, Anmerkungen) | Höchstplatzierung, Gesamtwochen, AuszeichnungChartplatzierungen (Jahr, Titel, Platzierungen, Wochen, Auszeichnungen, Anmerkungen) | Anmerkungen                                               |
| Jahr | Titel             | DE | AT | CH | UK | US | Anmerkungen                                               |
| ---- | ----------------- | --- | --- | --- | --- | --- | --------------------------------------------------------- |
| 2014 | My Krazy Life     | DE94 (1 Wo.)DE | — | — | UK76 (1 Wo.)UK | US2 Platin · (24 Wo.)US | Erstveröffentlichung: 18. März 2014 Verkäufe: + 1.007.500 |
| 2016 | Still Brazy       | — | — | CH58 (1 Wo.)CH | — | US6 Gold · (21 Wo.)US | Erstveröffentlichung: 14. Juni 2016 Verkäufe: + 507.500   |
| 2018 | Stay Dangerous    | — | — | CH54 (1 Wo.)CH | — | US5 Gold · (24 Wo.)US | Erstveröffentlichung: 3. August 2018 Verkäufe: + 507.500  |
| 2019 | 4Real 4Real       | DE89 (1 Wo.)DE | AT68 (1 Wo.)AT | CH36 (1 Wo.)CH | — | US7 Gold · (16 Wo.)US | Erstveröffentlichung: 24. Mai 2019 Verkäufe: + 507.500    |
| 2020 | My Life 4Hunnid   | — | — | — | — | US4 (2 Wo.)US | Erstveröffentlichung: 2. Oktober 2020                     |
| 2021 | Kommunity Service | — | — | — | — | US88 (1 Wo.)US | Erstveröffentlichung: 21. Mai 2021 mit Mozzy              |
| 2022 | I Got Issues      | — | — | — | — | US18 (1 Wo.)US | Erstveröffentlichung: 30. September 2022                  |

### Mixtapes
| Jahr | Titel                                      | Höchstplatzierung, Gesamtwochen, AuszeichnungChartplatzierungen (Jahr, Titel, Platzierungen, Wochen, Auszeichnungen, Anmerkungen) | Höchstplatzierung, Gesamtwochen, AuszeichnungChartplatzierungen (Jahr, Titel, Platzierungen, Wochen, Auszeichnungen, Anmerkungen) | Höchstplatzierung, Gesamtwochen, AuszeichnungChartplatzierungen (Jahr, Titel, Platzierungen, Wochen, Auszeichnungen, Anmerkungen) | Höchstplatzierung, Gesamtwochen, AuszeichnungChartplatzierungen (Jahr, Titel, Platzierungen, Wochen, Auszeichnungen, Anmerkungen) | Höchstplatzierung, Gesamtwochen, AuszeichnungChartplatzierungen (Jahr, Titel, Platzierungen, Wochen, Auszeichnungen, Anmerkungen) | Anmerkungen                                       |
| Jahr | Titel                                      | DE | AT | CH | UK | US | Anmerkungen                                       |
| ---- | ------------------------------------------ | --- | --- | --- | --- | --- | ------------------------------------------------- |
| 2016 | Red Friday                                 | — | — | — | — | US113 (1 Wo.)US | Erstveröffentlichung: 25. November 2016           |
| 2023 | Hit Me When U Leave the Klub: The Playlist | — | — | — | — | US101 (1 Wo.)US | Erstveröffentlichung: 29. September 2023 mit Tyga |
| 2024 | Just Re’d Up 3                             | — | — | — | — | US151 (1 Wo.)US | Erstveröffentlichung: 16. August 2024             |

Weitere Mixtapes
- 2010: The Real 4Fingaz
- 2011: Just Re’d Up
- 2012: 4 Hunnid Degreez
- 2013: Just Re’d Up 2

### Soundtracks
| Jahr | Titel                   | Höchstplatzierung, Gesamtwochen, AuszeichnungChartplatzierungen (Jahr, Titel, Platzierungen, Wochen, Auszeichnungen, Anmerkungen) | Höchstplatzierung, Gesamtwochen, AuszeichnungChartplatzierungen (Jahr, Titel, Platzierungen, Wochen, Auszeichnungen, Anmerkungen) | Höchstplatzierung, Gesamtwochen, AuszeichnungChartplatzierungen (Jahr, Titel, Platzierungen, Wochen, Auszeichnungen, Anmerkungen) | Höchstplatzierung, Gesamtwochen, AuszeichnungChartplatzierungen (Jahr, Titel, Platzierungen, Wochen, Auszeichnungen, Anmerkungen) | Höchstplatzierung, Gesamtwochen, AuszeichnungChartplatzierungen (Jahr, Titel, Platzierungen, Wochen, Auszeichnungen, Anmerkungen) | Anmerkungen                             |
| Jahr | Titel                   | DE | AT | CH | UK | US | Anmerkungen                             |
| ---- | ----------------------- | --- | --- | --- | --- | --- | --------------------------------------- |
| 2014 | Blame It On the Streets | — | — | — | — | US118 (1 Wo.)US | Erstveröffentlichung: 15. Dezember 2014 |

### Singles
| Jahr | Titel Album                          | Höchstplatzierung, Gesamtwochen, AuszeichnungChartplatzierungen (Jahr, Titel, Album, Platzierungen, Wochen, Auszeichnungen, Anmerkungen) | Höchstplatzierung, Gesamtwochen, AuszeichnungChartplatzierungen (Jahr, Titel, Album, Platzierungen, Wochen, Auszeichnungen, Anmerkungen) | Höchstplatzierung, Gesamtwochen, AuszeichnungChartplatzierungen (Jahr, Titel, Album, Platzierungen, Wochen, Auszeichnungen, Anmerkungen) | Höchstplatzierung, Gesamtwochen, AuszeichnungChartplatzierungen (Jahr, Titel, Album, Platzierungen, Wochen, Auszeichnungen, Anmerkungen) | Höchstplatzierung, Gesamtwochen, AuszeichnungChartplatzierungen (Jahr, Titel, Album, Platzierungen, Wochen, Auszeichnungen, Anmerkungen) | Anmerkungen |
| Jahr | Titel Album                          | DE | AT | CH | UK | US | Anmerkungen |
| ---- | ------------------------------------ | --- | --- | --- | --- | --- | --- |
| 2010 | Toot It and Boot It The Real 4Fingaz | — | — | — | — | US67 Platin · (7 Wo.)US | Verkäufe: + 1.000.000; feat. Ty Dolla Sign |
| 2012 | Snitches Ain’t… Just Re’d Up         | — | — | — | — | US100 (1 Wo.)US | Erstveröffentlichung: 7. Februar 2012 feat. Tyga, Snoop Dogg & Nipsey Hussle                                                                            |
| 2013 | My Nigga My Krazy Life               | DE— GoldDE | — | — | UK53 Gold · (10 Wo.)UK | US19 ×5Fünffachplatin · (27 Wo.)US | Erstveröffentlichung: 17. September 2013 Verkäufe: + 5.490.000; feat. Jeezy & Rich Homie Quan in den Charts zensiert als My N***a oder My Hitta geführt |
| 2014 | Who Do You Love? My Krazy Life       | — | — | — | UK87 Silber · (1 Wo.)UK | US54 ×2Doppelplatin · (4 Wo.)US | Erstveröffentlichung: 20. Februar 2014 Verkäufe: + 2.230.000; feat. Drake                                                                               |
| 2015 | Ride Out Fast & Furious 7 (O.S.T.)   | DE21 (14 Wo.)DE | AT26 (5 Wo.)AT | CH25 (5 Wo.)CH | UK70 (3 Wo.)UK | US70 Gold · (3 Wo.)US | Erstveröffentlichung: 17. Februar 2015 mit Kid Ink, Tyga, Wale & Rich Homie Quan                                                                        |
| 2016 | Why You Always Hatin’? Still Brazy   | — | — | — | — | US62 ×2Doppelplatin · (18 Wo.)US | Erstveröffentlichung: 21. Mai 2016 Verkäufe: + 2.030.000; feat. Drake & Kamaiyah                                                                        |
| 2018 | Big Bank Stay Dangerous              | — | — | — | — | US16 ×5Fünffachplatin · (24 Wo.)US | Erstveröffentlichung: 25. Mai 2018 Verkäufe: + 5.070.000; feat. 2 Chainz, Big Sean & Nicki Minaj                                                        |
| 2018 | Handgun Stay Dangerous               | — | — | — | — | US98 (2 Wo.)US | Erstveröffentlichung: 27. Juli 2018 feat. ASAP Rocky |
| 2019 | Stop Snitching 4Real 4Real           | — | — | — | — | US98 Platin · (1 Wo.)US | Erstveröffentlichung: 24. April 2019 Verkäufe: + 1.000.000                                                                                              |
| 2019 | Go Loko 4Real 4Real                  | DE65 (5 Wo.)DE | AT74 (1 Wo.)AT | CH36 (15 Wo.)CH | — | US49 ×2Doppelplatin · (19 Wo.)US | Erstveröffentlichung: 3. Mai 2019 Verkäufe: + 2.050.000; feat. Tyga & Jon Z                                                                             |
| 2019 | Mamacita –                           | — | — | CH67 (2 Wo.)CH | — | — | Erstveröffentlichung: 25. Oktober 2019 mit Tyga & Santana                                                                                               |
| 2022 | Scared Money I Got Issues            | — | — | — | — | US73 Gold · (1 Wo.)US | Erstveröffentlichung: 4. Februar 2022 Verkäufe: + 500.000; feat. J. Cole & Moneybagg Yo                                                                 |
| 2022 | Toxic I Got Issues                   | — | — | — | — | US81 (2 Wo.)US | Erstveröffentlichung: 12. August 2022 |

Weitere Singles
- 2013: You Broke (feat. Nipsey Hussle, US: Gold)
- 2013: Left, Right (feat. DJ Mustard, US: Platin)
- 2016: Twist My Fingaz (US: Gold)
- 2018: Suu Whoop (US: Platin)
- 2022: Que Rabão (mit Anitta, Papatinho & Mc Kevin O Chris feat. Mr. Catra)

### Als Gastmusiker
| Jahr | Titel Album                          | Höchstplatzierung, Gesamtwochen, AuszeichnungChartplatzierungen (Jahr, Titel, Album, Platzierungen, Wochen, Auszeichnungen, Anmerkungen) | Höchstplatzierung, Gesamtwochen, AuszeichnungChartplatzierungen (Jahr, Titel, Album, Platzierungen, Wochen, Auszeichnungen, Anmerkungen) | Höchstplatzierung, Gesamtwochen, AuszeichnungChartplatzierungen (Jahr, Titel, Album, Platzierungen, Wochen, Auszeichnungen, Anmerkungen) | Höchstplatzierung, Gesamtwochen, AuszeichnungChartplatzierungen (Jahr, Titel, Album, Platzierungen, Wochen, Auszeichnungen, Anmerkungen) | Höchstplatzierung, Gesamtwochen, AuszeichnungChartplatzierungen (Jahr, Titel, Album, Platzierungen, Wochen, Auszeichnungen, Anmerkungen) | Anmerkungen                                                                          |
| Jahr | Titel Album                          | DE | AT | CH | UK | US | Anmerkungen                                                                          |
| --- | ------------------------------------ | --- | --- | --- | --- | --- | ------------------------------------------------------------------------------------ |
| 2013 | Act Right I Am                       | — | — | — | — | US100 Platin · (1 Wo.)US | Erstveröffentlichung: 23. Juli 2013 Verkäufe: + 1.000.000; Yo Gotti feat. Jeezy & YG |
| 2014 | Don’t Tell ’Em Late Nights           | DE57 Gold · (30 Wo.)DE | AT65 (4 Wo.)AT | CH70 (2 Wo.)CH | UK5 Platin · (20 Wo.)UK | US6 ×5Fünffachplatin · (31 Wo.)US | Erstveröffentlichung: 6. Juni 2014 Verkäufe: + 5.890.000; Jeremih feat. YG           |
| 2017 | I Don’t (Remix) –                    | — | — | — | — | US89 (1 Wo.)US | Erstveröffentlichung: 3. Februar 2017 Mariah Carey feat. YG & Remy Ma                |
| 2017 | Extra Luv Future                     | — | — | — | — | US99 (1 Wo.)US | Erstveröffentlichung: 30. Juni 2017 Future feat. YG                                  |
| 2018 | Last Time That I Checc’d Victory Lap | — | — | — | — | US76 Platin · (3 Wo.)US | Erstveröffentlichung: 18. Januar 2018 Nipsey Hussle feat. YG                         |
| 2019 | La La Land Carnival                  | — | — | — | — | US75 Platin · (11 Wo.)US | Erstveröffentlichung: 1. März 2019 Bryce Vine feat. YG                               |
| 2019 | Slide Back of My Mind                | — | — | — | UK— SilberUK | US43 ×3Dreifachplatin · (20 Wo.)US | Erstveröffentlichung: 27. September 2019 Verkäufe: + 3.400.000; H.E.R. feat. YG      |
| Folgende Lieder erschienen nicht als Single, wurden aber durch das Album zum Download und Streaming bereitgestellt und konnten somit eine Platzierung erlangen: |                                      | | | | | |                                                                                      |
| |                                      | | | | | |                                                                                      |
| 2018 | She Bad Invasion of Privacy          | — | — | — | — | US57 Platin · (2 Wo.)US | Verkäufe: + 1.000.000; Cardi B feat. YG                                              |
| 2018 | Same Bitches Beerbongs & Bentleys    | DE74 (1 Wo.)DE | AT40 (2 Wo.)AT | — | UK— SilberUK | US20 Platin · (3 Wo.)US | Verkäufe: + 1.430.000; Post Malone feat. G-Eazy & YG                                 |

Weitere Gastbeiträge
- 2017: Want Her (DJ Mustard feat. Quavo & YG, US: Platin)
- 2017: Gucci On My (Mike Will Made It feat. 21 Savage, YG & Migos, US: Platin)
- 2017: Ex (Ty Dolla Sign feat. YG) (US: Gold)
- 2019: West Coast (mit G-Eazy, Blueface & Allblack, US: Gold)
- 2019: 100 Bands (DJ Mustard feat. Quavo, 21 Savage, YG & Meek Mill, US: Gold)

## Auszeichnungen für Musikverkäufe
| Goldene Schallplatte - Brasilien - 2024: für das Lied Same Bitches - 2024: für die Single Don’t Tell ’Em - 2024: für die Single Go Loko - Dänemark - 2014: für das Streaming Don’t Tell ’Em - Kanada - 2018: für die Single Big Bank - 2019: für die Single La La Land - 2023: für die Single Extra Luv - Neuseeland - 2019: für das Lied Same Bitches - 2020: für das Album Still Brazy - 2020: für das Album My Krazy Life - 2022: für das Album 4Real 4Real - 2022: für das Album Stay Dangerous - 2024: für die Single Extra Luv - Polen - 2021: für die Single Don’t Tell ’Em - Portugal - 2020: für die Single Go Loko - 2022: für die Single Que Rabão - Schweden - 2015: für die Single Don’t Tell ’Em - Vereinigte Staaten - 2020: für das Lied I Just Wanna Party - 2021: für das Lied Bicken Back Being Bool - 2021: für das Lied Still Brazy - 2023: für das Lied In The Dark - 2024: für das Lied Ayy | Platin-Schallplatte - Australien - 2015: für die Single Don’t Tell ’Em - 2024: für das Lied Same Bitches - Brasilien - 2023: für die Single Slide - 2024: für die Single My Nigga - Dänemark - 2023: für die Single Don’t Tell ’Em - Kanada - 2021: für die Single Ride Out - Neuseeland - 2020: für die Single My Nigga - 2020: für die Single Big Bank - 2021: für die Single Why You Always Hatin’? - 2022: für die Single Ex - 2022: für die Single Go Loko - 2023: für die Single Who Do You Love? - Schweden - 2015: für die Single My Nigga 2× Platin-Schallplatte - Kanada - 2021: für das Lied Same Bitches - 2022: für die Single Slide - Neuseeland - 2024: für die Single Don’t Tell ’Em |

Anmerkung: Auszeichnungen in Ländern aus den Charttabellen bzw. Chartboxen sind in ebendiesen zu finden.
| Land/RegionAuszeichnungen für Musikverkäufe (Land/Region, Auszeichnungen, Verkäufe, Quellen) | Silber     | Gold       | Platin       | Verkäufe   | Quellen              |
| -------------------------------------------------------------------------------------------- | ---------- | ---------- | ------------ | ---------- | -------------------- |
| Australien (ARIA)                                                                            | —          | —          | 2× Platin2   | 140.000    | aria.com.au          |
| Brasilien (PMB)                                                                              | —          | 3× Gold3   | 2× Platin2   | 170.000    | pro-musicabr.org.br  |
| Dänemark (IFPI)                                                                              | —          | Gold1      | Platin1      | 90.000     | ifpi.dk              |
| Deutschland (BVMI)                                                                           | —          | 2× Gold2   | —            | 350.000    | musikindustrie.de    |
| Kanada (MC)                                                                                  | —          | 3× Gold3   | 5× Platin5   | 520.000    | musiccanada.com      |
| Neuseeland (RMNZ)                                                                            | —          | 6× Gold6   | 8× Platin8   | 300.000    | radioscope.co.nz NZ2 |
| Polen (ZPAV)                                                                                 | —          | Gold1      | —            | 25.000     | olis.pl              |
| Portugal (AFP)                                                                               | —          | 2× Gold2   | —            | 10.000     | Einzelnachweise      |
| Schweden (IFPI)                                                                              | —          | Gold1      | Platin1      | 60.000     | sverigetopplistan.se |
| Vereinigte Staaten (RIAA)                                                                    | —          | 15× Gold15 | 36× Platin36 | 43.500.000 | riaa.com             |
| Vereinigtes Königreich (BPI)                                                                 | 3× Silber3 | —          | 2× Platin2   | 1.600.000  | bpi.co.uk            |
| Insgesamt                                                                                    | 3× Silber3 | 34× Gold34 | 57× Platin57 |            |                      |